# Deutsche in Finnland
Deutsche (bzw. deutschsprachige) Menschen bilden historisch eine kulturell-sprachliche Minderheit in Finnland. Heute sind deutsche Staatsbürger unter den 10 größten Einwanderergruppen im Land. Eine größere deutsche Kolonie existierte vor dem Zweiten Weltkrieg in der Stadt Wiborg. In Finnlands Hauptstadt Helsinki gibt es seit der zweiten Hälfte des 19. Jahrhunderts eine deutsche Kirchengemeinde, eine deutsche Schule und eine deutsche Bibliothek.

## Wiborg
Die ersten Deutschen kamen aus Russland und den baltischen Ländern, vor allem Estland, und siedelten sich hauptsächlich in der damals bedeutenden Handelsstadt Wiborg (heute russisch Wyborg) in Südkarelien an. Von der Hansezeit bis ins 19. Jahrhundert behaupteten Deutsche ihre Präsenz im Ort. Die deutsche Kirchengemeinde Wiborg wurde 1636 gegründet.
Im Jahre 1812 waren 1⁄8 der Einwohner der Stadt (362 Personen) Deutsche – ein Anteil, der nie wieder erreicht wurde. Die deutsche Sprache hatte sich bereits 1727 als Amtssprache in der Stadt durchgesetzt, was einen guten Nährboden für das Weiterleben der deutschen Kultur und Sprache schuf. Bis 1841 war am deutschen Gymnasium Deutsch die offizielle Schulsprache.
Neben Deutsch wurden in Wiborg im 18. und 19. Jahrhundert hauptsächlich Schwedisch, Finnisch und Russisch gesprochen. Diese Mehrsprachigkeit prägte die kulturelle Entwicklung der Stadt wesentlich.

## Helsinki
Helsinki (damals unter dem schwedischen Namen Helsingfors) wurde erst zum Ende des 18. Jahrhunderts eine bedeutende Stadt. Johann Carl Ludwig Engel (1778–1840) war ein wichtiger Architekt und Baumeister aus Deutschland, der in der neuen finnischen Hauptstadt u. a. einige Gebäude am Senatsplatz, wie den Dom, das Senatsgebäude und die Universität, baute, aber auch in anderen finnischen Städten tätig war.
Nachdem Finnland Wiborg 1947 im Frieden von Paris an die Sowjetunion abgetreten hatte, wurde am 31. Dezember 1950 die seit 1636 bestehende deutsche evangelische Kirchengemeinde Wiborg offiziell aufgelöst. Bis 1953 schrieben sich ungefähr 200 ihrer 277 Mitglieder in die Deutsche Gemeinde in Finnland ein. Diese deutschsprachige evangelisch-lutherische Kirchengemeinde war bereits 1858 gegründet worden.
Die Deutsche Schule Helsinki und die Deutsche Bibliothek wurden 1881 gegründet. In der zweiten Hälfte des 19. Jahrhunderts sprachen von den Einwohnern Helsinkis etwa 2 Prozent Deutsch als Muttersprache. Vereinzelt gab es Theateraufführungen auf Deutsch, z. B. Die Räuber 1863. Auch einige bekannte finnische Firmen wurden von deutschsprachigen Einwanderern oder deren Nachfahren während der zweiten Hälfte des 19. Jahrhunderts gegründet, z. B. Stockmann 1862, Paulig 1876, Fazer 1891.
Auch heute leben deutschsprachige Einwanderer in Helsinki, wo die Staaten Deutschland, Österreich und Schweiz Botschaften unterhalten. Die Deutsch-Finnische Handelskammer und das Goethe-Institut Finnland haben ihre Sitze in der Stadt. Der von deutschsprachigen Einwanderern gegründete Sportverein FC Germania Helsinki wird ebenfalls als deutsche Institution geführt.

## Finnland allgemein
Nach dem Ersten Weltkrieg wuchs die Zahl der Deutschen in Finnland infolge der Flucht vieler Deutscher aus dem Raum St. Petersburg wegen der Oktoberrevolution sprunghaft an. So lebten z. B. 1913 1.334 Deutsche in Helsinki, 1923 waren es 2.414. In der NS-Zeit bezeichneten sich etwa 950 Erwachsene als Deutsche. Nach dem Ausbruch des Krieges zwischen Finnland und Deutschland im Herbst 1944 wurden etwa 500 deutsche Staatsbürger interniert und 1945 nach Deutschland ausgewiesen.
Ende 2021 lebten in Finnland 4770 deutsche Staatsbürger (im Jahre 2011 waren es 3806), wobei Personen, die neben der deutschen auch die finnische Staatsbürgerschaft besitzen, nicht gezählt wurden. 7402 in Finnland wohnhafte Personen waren in Deutschland geboren (2011 waren es 6057), 7258 Personen gaben Deutsch als ihre erste Muttersprache an (2011 waren es 5592), Jeweils etwa die Hälfte dieser Personen lebte in der südfinnischen Landschaft Uusimaa, in der auch die Hauptstadtregion liegt.
Eine Studie des Ministeriums für Soziales und Gesundheit von 2017 beschreibt die Einwanderer aus Deutschland als die erfolgreichste Gruppe, noch vor Schweden und Esten. Demnach haben deutsche Einwanderer nach zehn Jahren höhere Durchschnittslöhne als Finnen, sie bezahlen relativ viele Steuern und kosten die finnische Gesellschaft verhältnismäßig wenige Sozialleistungen.